# Centrale nucleare di Kozloduj
La centrale nucleare di Kozloduj (in bulgaro АЕЦ Козлодуй) è una centrale nucleare bulgara situata presso la città di Kozloduj nella regione di Vraca. L'impianto è in funzione ed è composto da 6 reattori, 2 reattori VVER1000 attivi da 1.906 MW e 4 reattori VVER440 spenti per 1.632 MW.

## Espansione dell'impianto
È prevista l'espansione dell'impianto con l'aggiunta di un settimo ed un eventuale ottavo reattore. Da consultazioni iniziali, la tecnologia scelta era quella americana con il reattore AP1000, successivamente, a causa dell'abbandono del progetto di Belene, si è deciso di completare il reattore 7 utilizzando il VVER1000 di tecnologia sovietica che doveva essere utilizzato per l'altro impianto.
Nel 2023 il governo di Nikolaj Denkov ha approvato la costruzione di due unità da 2300 MW complessivi di potenza installata, con la tecnologia AP1000 prevista inizialmente. Secondo i piani del governo bulgaro, la costruzione dovrebbe essere ultimata entro il 2033. La continua instabilità politica della Bulgaria ha portato a numerosi cambi di decisione da parte dei governi su come ampliare la centrale. Dopo l'invasione russa dell'Ucraina del 2022 e l'insediamento l'anno successivo di un governo europeista che sostiene l'indipendenza energetica dalla Russia, si è optato per questa decisione. Il combustibile nucleare sarà fornito dalla società statunitense Westinghouse Electric Company. 
1. ↑  (EN)  Bulgarian government drops Belene